# Auguste Vaillant

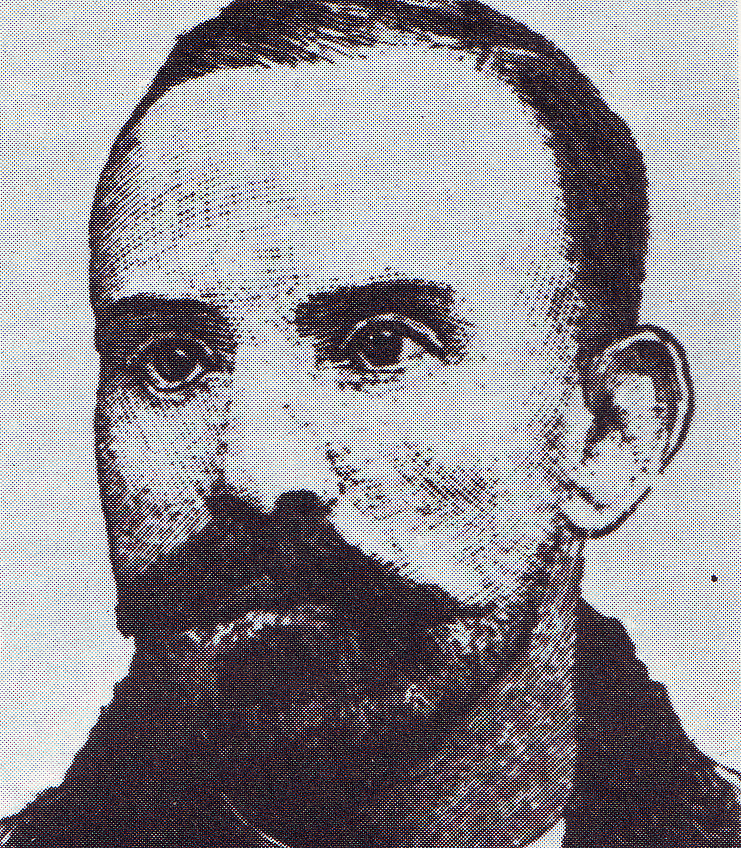
Auguste Vaillant

Auguste Vaillant (27. prosince 1861 Mézières — 5. února 1894 Paříž) byl francouzský anarchista.
Pocházel z chudé rodiny, od dětství si musel vydělávat na živobytí v různých manuálních zaměstnáních, byl několikrát zatčen za neplacení jízdného ve vlaku nebo útraty v restauraci. Jako samouk se zabýval astronomií a filozofií, pohyboval se v kruzích pařížských anarchistů. V roce 1890 odešel za prací do Argentiny, ale ani tam se mu nedařilo a po necelých třech letech se vrátil do Francie. Stal se radikálním stoupencem propagandy činem, 9. prosince 1893 při zasedání francouzského parlamentu v Palais Bourbon vrhl z galerie pro obecenstvo do sálu výbušninu. Exploze lehce zranila kolem dvou desítek osob včetně Vaillanta samotného. Před soudem, kde ho hájil Fernand Labori (později advokát Alfreda Dreyfuse), vysvětlil svůj čin jako odvetu za popravu anarchisty Ravachola, k níž došlo v červenci 1892. Zdůraznil, že úmyslně použil lehkou nálož, která nikoho nezabila, přesto byl odsouzen k trestu smrti a popraven gilotinou 5. února 1894. O necelého půl roku později zavraždil anarchista Sante Geronimo Caserio prezidenta Francie Sadi Carnota, který odmítl Vaillantovi udělit milost. Dalším následkem Vaillantova atentátu bylo zavedení zákonů proti anarchistům, zvaných Lois scélérates.